# العلاقات الأوزبكية السعودية
العلاقات  الأوزبكية السعودية يقصد بها العلاقة التي تجمع بين المملكة العربية السعودية وأوزبكستان.

## تاريخ العلاقة
كانت السعودية من أولى دول العالم التي اعترفت باستقلال جمهورية أوزبكستان بتاريخ 30 ديسمبر 1991، ووقعت معها على مذكرة تفاهم لتبادل العلاقات الدبلوماسية بين البلدين بتاريخ 20 فبراير 1992، وذلك أثناء زيارة الأمير سعود الفيصل بن عبد العزيز آل سعود وزير خارجية السعودية لأوزبكستان، وحرصت أوزبكستان على تطوير العلاقات الثنائية مع المملكة وقام الرئيس الأوزبكي في أبريل 1992م بزيارة المملكة، وفي نوفمبر 1992م قامت أوزبكستان بافتتاح القنصلية العامة في مدينة جدة، ثم في مايو 1995م تم افتتاح سفارة جمهورية أوزبكستان بالرياض، وفي مارس 1997م تم افتتاح سفارة المملكة العربية السعودية في العاصمة طشقند.

## الاتفاقيات
أولت الدولتان اهتمام خاص بتطوير التعاون الاقتصادي والتجاري والاستثماري، وقعت السعودية وجمهورية أوزبكستان عدة اتفاقيات من أبرزها اتفاقية إطار التعاون في المجالات السياسية والاقتصادية والتجارية والاستثمارية والتكنولوجية والثقافية والشباب والرياضة في نوفمبر 1995م في الرياض، واتفاقية تجنب الازدواج الضريبي في نوفمبر 2008م في الرياض، واتفاقية النقل الجوي أبريل 2009م في جدة، واتفاقية حماية وتشجيع الاستثمار في يونيو 2011م في طشقند. تمثل اللجنة السعودية الأوزبكية الحكومية المشتركة دور هام في تنمية وتفعيل التعاون الاقتصادي والاستثماري والثقافي والعلمي والتقني والاجتماعي بين البلدين.

## التعاون الاقتصادي
قام وفد من وزارة المالية السعودية بزيارة أوزبكستان في مارس 2006م، وقام الوزير إبراهيم عبد العزيز العساف وزير المالية السعودي ورئيس مجلس إدارة الصندوق السعودي للتنمية بزيارتين لأوزبكستان في يونيو 2009م ومايو 2013م، وخلال الزيارة الأولى تم التوقيع على اتفاقية قرض لتمويل مشروع ترميم محطة ضخ المياه آلات بمحافظة بخارى، وفي فبراير 2013م قام وفد غرفة التجارة والصناعة بمدينة جدة بزيارة أوزبكستان وأثناء الزيارة أقيم منتدى الأعمال الأوزبكي السعودي في طشقند. في 1997م أسست مجموعة من رجال الأعمال السعوديين شركة دولية للاستثمارات في دول آسيا الوسطى، وتعمل في أوزبكستان 10 شركات برأسمال سعودي، تزاول أربع منها نشاطها بالوقت الحالي برأسمال سعودي.